# João Carlos Celestino Gomes
João Carlos Celestino Gomes (n. 1899, Ílhavo – d. 1960, Lisabona) a fost un medic, profesor, scriitor și pictor portughez. El face parte din cea de-a doua generație de artiști moderniști portughezi.
A fost pictor și grafician, semnându-se cu numele João Carlos; a scris despre medicina; s-a dedicat literaturii de ficțiune, criticii și istoriei artei sub numele de Celestino Gomes.

## Biografia și opera
S-a dedicat artelor de la o vârstă fragedă și a participat la prima expoziție de pictură în (Ílhavo). A urmat studii medicale pregătitoare la Porto (1918-1921), pe care le-a finalizat la Universitatea din Coimbra (1927). De-a lungul anilor a avut relații cu personalități din lumea literaturii și artelor, participând la viața culturală din Porto și Coimbra. În 1930 s-a stabilit la Lisabona.
A participat la Expoziția Independenților din 1930, ce a avut loc în sălile Societății Naționale de Arte Plastice din Lisabona și la două ediții ale Expoziției de Artă Modernă. A realizat mai multe expoziții personale, a scris și a ilustrat zeci de cărți; în 1964 a avut loc o expoziție retrospectivă a operei sale la Secretariatul National de Informare din Lisabona.
Admirator al primitivismului, a fost influențat de albumul de desene al lui Amadeo de Souza-Cardoso din 1912.
Lucrările sale se află în colecții publice și private, printre care: Museu do Chiado, Lisabona; Museu Grão Vasco, Viseu; Museu Municipal de Ílhavo; Museu Santos Rocha, Figueira da Foz; precum și în: colecțiile Dr. Bustorff Silva, José Esteves Brandão, Pedro Joyce Dinis, Dr. Fernando da Fonseca, Dr. Melo e Castro, João Manuel Cortes Pinto, D. Maria Borges, D. Leonor Borlido etc.
Numele său apare pe lista colaboratorilor revistei de cinema Movimento (1933-1934).